# Three preludes founded on Welsh hymn tunes
Three preludes founded on Welsh hymn tunes is een compositie van de Brit Ralph Vaughan Williams. Hij componeerde het werk in 1920 voor orgel solo. De drie stukken zijn:
1. Bryn Calfaria op een melodie van William Owen in maestoso
2. Rhosymedre (Lovely) op een melodie van John Edwards in andantino
3. Hyfrydol op een melodie van Rowland Pritchard in moderato maestoso

Bryn Calfaria (Calvarieberg ofwel Golgotha) is voor wat betreft maatsoort teruggebracht van een onregelmatige maatindeling naar een "normale" driekwartsmaat. Rhosymedre is een dorp in Wales. Hyfrydol betekent vrolijk. Vaughan Williams schreef in de partituur dat ze als setje bij elkaar hoorden, maar ook apart konden worden uitgevoerd. Als apart werk werd Prelude on Rhosymedre een publiekslieveling. Het stuk werd uitgevoerd op de trouwdag van William, hertog van Cambridge en Kate op 29 april 2011 in de brassbandvorm.
In 1938 volgde een transcriptie naar piano door Leslie Russell, in 1951 gevolgd door een versie voor orkest door Alan Foster (alleen 2 en 3). Er zijn tevens varianten voor strijkorkest en brassband. In 2008 volgde een (voorlopig) laatste variant voor strijkkwartet en tenor.
Het originele werk is opgedragen aan Alan Gray, meesterorganist aan het Trinity College in Cambridge en docent van de componist.

## Discografie
- Uitgave Naxos: David Hunt (orgel)
- Uitgave Priory record: Christopher Nickel (orgel)
- Uitgave Arts Records: Arthuro Sacchetti (orgel)